# Hřebenová přilba

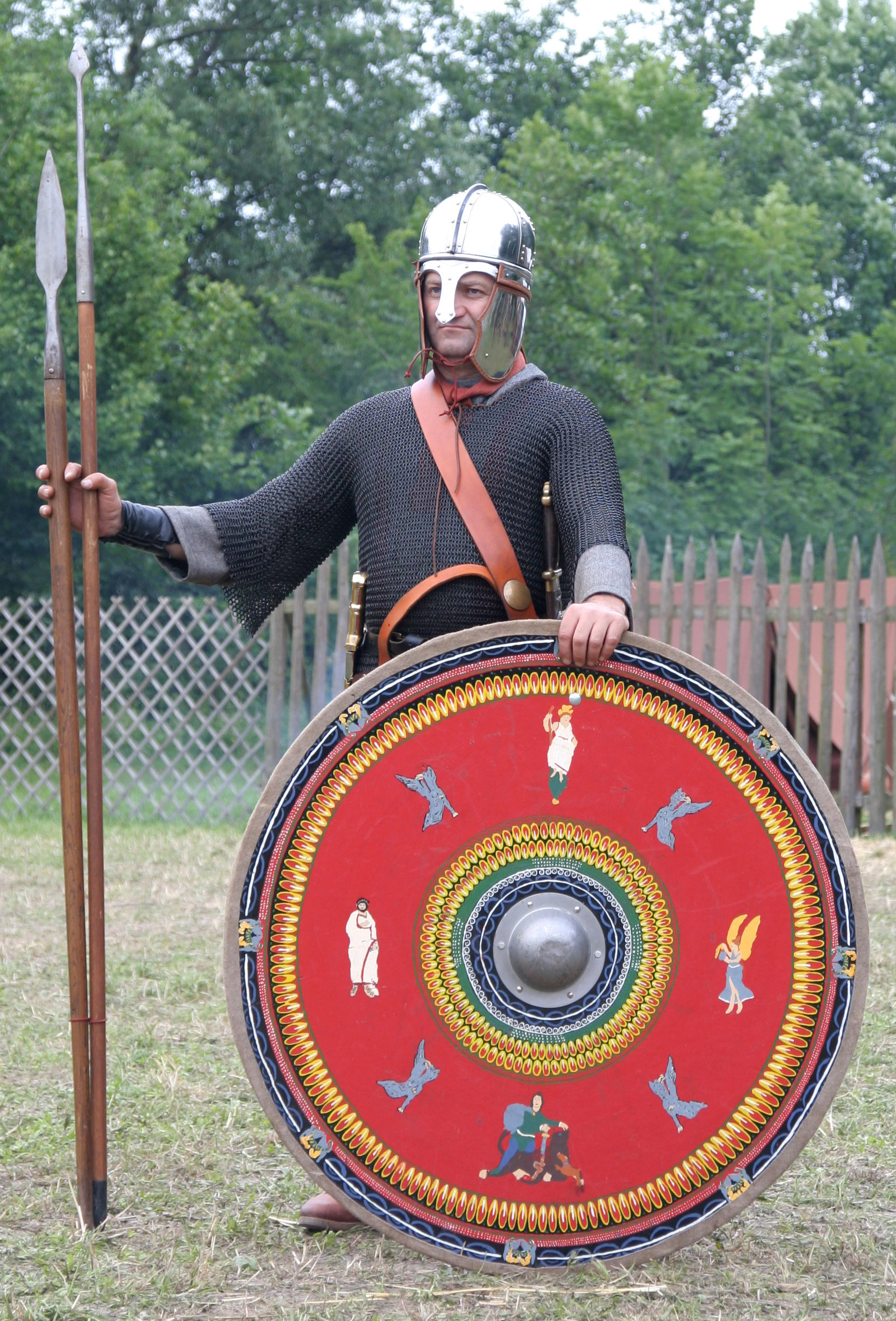
Římský legionář s hřebenovou přilbou, 3. – 4. stol.

Hřebenová přilba byla pozdně římská přilba a součást římské uniformy v 3. – 7. století.
Římané tuto přilbu převzali od Peršanů a zčásti ji romanizovali koncem 3. století. Tento typ přilby byl na výrobu jednoduchý a také poměrně levný, proto nahradil do té doby používané legionářská přilby typu Galea.
Měla název hřebenová, protože se skládala ze dvou částí, které byly spojeny tzv. centrálním hřebenem. Přilby měly i chrániče krku a lícnice, ale ve většině případů pouze výstelkové a ne kovové. Z předešlých dob zůstal zvyk, že jezdecké přilby neměly otvor na uši, zatímco jejich pěchotní typy měly. Nevylučuje se[kdo?], že byly přilby bez otvorů používány i těžkou pěchotou. Kavaléristické typy měly i chránič nosu. Centurioni měli výrazný velký hřeben, jenž připomínal chochol.
Nejslavnější nálezy těchto přileb byly učiněny ve městě Intercisca (Maďarsko) a ve městě Dura Europos na území dnešní Sýrie. Modely ze 3. století mají časté umělecké motivy, jako motivy očí, či nekřesťanské znaky kříže. Existují i generálské přilby tohoto typu (známý je i nález z Aquinca (Budapešť)). Generálské typy mohly být vyrobeny i z bronzu, popřípadě dražšího kovu a často se na nich vyskytují různé drahokamy. Generálské přilby ale zcela nenahradily dosud používané Attica. V 5. století tato přilba postupně ustupovala novému typu, žebrové přilbě. Hřebenová přilba se po pádu Západořímské říše používala i ve Byzantské říši.